# Полтавский 30-й пехотный полк

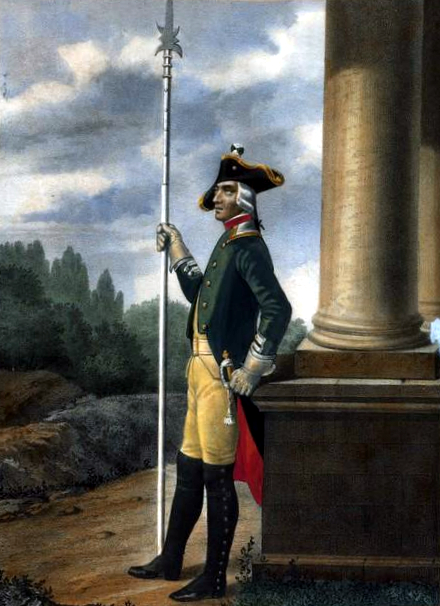
Унтер-офицер Мушкетерского Маркловского полка. 1798—1801 гг.

30-й пехотный Полтавский полк — пехотная воинская часть Русской императорской армии.
- Старшинство — 20 августа 1798 г.
- Полковой праздник — 29 июня.

## Места дислокации
В 1820 году — Полтава. Второй батальон командирован в Вознесенск к поселенной Бугской уланской дивизии.

## Формирование и кампании полка
Полк сформирован в Твери генерал-майором Маркловским 20 августа 1798 г. из рекрут, в составе двух батальонов с артиллерийской командой, под названием мушкетёрского генерал-майора Маркловского полка. Затем полк назывался мушкетёрским генерал-майора князя Горчакова 3-го (с 6 октября 1800 г.) и генерал-майора Аникеева (с 12 октября 1800 г.).
31 марта 1801 г. император Александр I назвал полк Полтавским мушкетёрским и привёл его в состав трёх батальонов.
Во время войны с Турцией в 1806—1811 гг. Полтавский полк находился в 1807 г. в морском походе к Трапезунду, а в 1810 г. участвовал во взятии крепости Суджук-Кале. 22 февраля 1811 г. полк был назван Полтавским пехотным.
Во время Отечественной войны Полтавский полк, в составе 26-й пехотной дивизии, совершил тяжёлое отступление от Волковыска к Смоленску и доблестно сражался при Салтановке, а 2 августа, находясь в отряде генерала Неверовского, участвовал в знаменитом отступлении к Красному под ударами многочисленной французской кавалерии. Во время сражения при Бородине Полтавский полк занимал батарею Раевского и геройски отбил атаку Морана и Брусье, а после взятия её бригадой Бонами участвовал в атаке Ермолова и лихим ударом во фланг опрокинул неприятеля. Во 2-ю половину кампании Полтавский полк участвовал в сражениях при Малоярославце, Вязьме и Красном.
С 23 января 1813 г. полк состоял в числе войск, блокировавших Модлин, а затем был назначен в армию Беннигсена и участвовал в битве под Лейпцигом, во время которой взял 11 орудий. С 12 декабря 1813 г. по 18 мая 1814 г. Полтавский полк принимал участие в блокаде Гамбурга.
Во время войны с Турцией в 1828—1829 гг. 1 и 2-й батальоны после взятия Исакчи находились с 11 июля по 4 октября при осаде крепости Шумлы, а в следующем году вошли в состав корпуса, осаждавшего Силистрию и Шумлу.
В 1831 г. Полтавский полк принимал участие в усмирении польского мятежа. 28 января 1833 г. к полку был присоединён Воронежский пехотный полк, и Полтавский полк приведён в состав трёх действующих и двух резервных батальонов.
В 1849 г. Полтавский полк принял участие в усмирении венгерского мятежа и находился в сражении у Дебречина.
Во время Восточной войны Полтавский полк находился сперва, с 7 мая по 10 июня 1854 г., при осаде Силистрии, а с 7 апреля 1855 г. принял участие в обороне Севастополя. 26 мая три батальона, находясь на Камчатском люнете, геройски отразили штурм союзников, а 1-й батальон в это время занимал Забалканскую батарею и, произведя блестящую контратаку, опрокинул французов. С неменьшей доблестью Полтавцы защищали 5 июня и 27 августа Малахов курган, потеряв за 4 месяца осады 23 офицеров и 2868 нижних чинов. За выказанное мужество полку были пожалованы 30 августа 1856 г. Георгиевские знамёна.
После Восточной войны 5, 6, 7 и 8-й батальоны были упразднены, 4-й батальон причислен к резервным войскам, и полк приведён 23 августа 1856 г. в состав трёх батальонов с тремя стрелковыми ротами.
В 1863 г. Полтавский полк принял участие в усмирении польского мятежа на Волыни и находился в мелких стычках с повстанцами. 6 апреля 1863 г. из 4-го резервного батальона и бессрочно-отпускных был сформирован 2-батальон Полтавского резервного пехотного полка, названный 13 августа 1863 г. Шуйским пехотным полком.
25 марта 1864 г. Полтавскому полку присвоен № 30-й. 7 апреля 1879 г. сформирован 4-й батальон. 20 августа 1898 г., в день столетнего юбилея, полку пожаловано новое Георгиевское знамя.
С начала Первой мировой войны в составе 8-й дивизии 15-го корпуса (2-я армия) участвовал в битве при Танненберге (Восточно-Прусская операция (1914)).
Полк – участник Таневского сражения 18 – 25 июня 1915 г. и Люблин-Холмского сражения 9 - 22 июля 1915 г.
Старшинство Полтавского полка считается с 20 августа 1798 г. Полковой праздник — 29 июня.

## Шефыполка
- 20.08.1798 — 06.10.1800 — генерал-майор Маркловский, Александр Осипович
- 06.10.1800 — 13.10.1800 — генерал-майор князь Горчаков, Василий Николаевич
- 13.10.1800 — 24.02.1802 — генерал-майор Аникеев, Дмитрий Васильевич
- 02.03.1802 — 09.01.1803 — генерал-майор Бибиков, Александр
- 09.01.1803 — 01.03.1807 — генерал-майор Сорокин, Михаил Матвеевич
- 01.03.1807 — 16.12.1812 — полковник Либгарт, Антон Иванович
- 28.09.1813 — 01.09.1814 — генерал-майор Ушаков, Павел Николаевич

## Командиры полка
- 12.01.1799 — 24.12.1801 — майор (с 15.09.1799 подполковник, с 11.12.1800 полковник) Рынкевич, Ефим Ефимович
- 20.02.1802 — 26.08.1802 — полковник Золотницкий, Михаил Владимирович
- 26.08.1802 — 19.01.1804 — подполковник князь Ураков, Фёдор
- 25.03.1804 — 28.11.1807 — подполковник (с 23.04.1806 полковник) Золотницкий, Иван Владимирович
- 06.06.1808 — 31.08.1812 — подполковник Коншин, Иван Тимофеевич
- 31.08.1812 — 01.09.1812[11] — подполковник Бобоедов, Никита Фёдорович
- 01.07.1813 — 11.02.1816 — подполковник (с 16.05.1815 полковник) Давыдов, Александр Фёдорович
- 11.02.1816 — 28.09.1819 — подполковник (с 30.08.1816 полковник) Шеин, Пётр Семёнович
- 04.11.1819 — 27.12.1825 — полковник Тизенгаузен, Василий Карлович
- 01.01.1830 — 12.10.1840 — подполковник (с 14.10.1831 полковник, с 14.04.1840 генерал-майор) Булгаров, Дмитрий Гаврилович
- 17.05.1855 — 03.05.1859 — подполковник (с 21.08.1855 полковник) князь Урусов, Сергей Семёнович
- 03.05.1859 — 26.09.1865 — полковник Прутченко, Николай Дмитриевич
- хх.хх.1865 — 31.07.1867 — полковник Померанцев, Александр Иванович
- 31.07.1867 — 30.08.1876 — полковник Станкевич, Антон Осипович
- 11.09.1876 — 13.06.1884 — полковник (с 15.05.1883 генерал-майор) Клименов, Алексей Пантелеевич
- 13.06.1884 — 13.06.1891 — полковник Агапеев, Пётр Еремеевич
- 02.07.1891 — 05.04.1893 — полковник Потоцкий, Иван Платонович
- 20.04.1893 — 09.05.1897 — полковник Щеховский, Александр Иосифович
- 16.05.1897 — 18.08.1899 — полковник Бутаков, Александр Михайлович
- 13.10.1899 — 01.06.1904 — полковник Тюменьков, Михаил Алексеевич
- 01.06.1904 — 08.11.1904 — полковник Юницкий, Захар Павлович
- 01.07.1905 — 16.10.1906 — полковник Субрисев, Владимир Васильевич
- 16.10.1906 — 09.08.1908 — полковник Горелов, Михаил Георгиевич
- 13.09.1908 — 20.08.1913 — полковник Мадритов, Александр Семёнович
- 30.08.1913 — 11.02.1915[12] — полковник Гаврилица, Михаил Иванович
- 08.03.1915 — 05.01.1916 — полковник (с 31.08.1915 генерал-майор) Болдырев, Василий Георгиевич
- 05.01.1916 — 04.04.1917 — полковник Гейдеман, Константин Иванович
- 04.04.1917 — 25.11.1917 — полковник Каменев, Сергей Сергеевич
- на 05.01.1918 — полковник Соболевский

## Известные люди, служившие в полку
- Бестужев-Рюмин, Михаил Павлович — декабрист
- Муравьёв-Апостол, Сергей Иванович — декабрист
- Дыбковский, Владимир Иванович — русский врач, профессор Киевского университета.
- Тимашев, Иван Иванович — русский генерал, участник Крымской войны.
- Троцкий, Емельян Николаевич — декабрист
- Трубецкой, Николай Николаевич — генерал-лейтенант, губернатор Минской губернии
- Трусов, Степан Петрович — декабрист
- Цявловский, Даниил Иванович — русский генерал, участник наполеоновских войн и похода 1831 г. против польских инсургентов.

## Другие формирования этого имени
- 1-й Полтавский полк Кубанского казачьего войска — сформирован 1 августа 1870 г. из Абинского конного полка и 1-го и 7-го батальонов Кубанского казачьего войска.
- Полтавский внутренний губернский батальон — сформирован 17 января 1811 г., его наследниками являются пехотные полки 174-й Роменский и 176-й Переволоченский.
- Полтавский казачий полк — территориальное образование запорожских и малороссийских казаков; 28 июня 1783 г. преобразован в Полтавский легко-конный полк; расформирован в 1796 г.